# Beautiful People (catch)
Pour les articles homonymes, voir Beautiful People.
Palmarès
TNA Women's Knockout Championship (6 fois) – Angelina Love (4) et Madison Rayne (2)
TNA Knockout Tag Team Championship (2 fois)
The Beautiful People est une équipe de catcheuses heels composée de Velvet Sky, Madison Rayne et Angelina Love. Elles travaillent actuellement à la Total Nonstop Action Wrestling.

## Carrière

### Total Nonstop Action Wrestling (2007-...)

#### Formation etVelvet-Love Entertainment(2007-2008)
Angelina Love et Velvet Sky rejoignent la Total Nonstop Action Wrestling (TNA) en 2007 et incarnent alors des « gentilles ». Le 2 décembre durant Turning Point, elles commencent à faire équipe sous le nom de Velvet-Love Entertainment et l'emportent face à O.D.B. et Roxxi Laveaux,. Après quelques succès en équipe, elles subissent leur première défaite le 7 janvier 2008 contre Jackie Moore et O.D.B., lors d'un épisode de Xplosion. Le 13 mars, elles désirent maquiller Roxxi Laveaux mais l'attaquent finalement avec la trousse de maquillage, adoptant ainsi un comportement de « méchantes ».

#### Makeovers(2008-2009)
Le duo adopte ensuite le nom The Beautiful People et critiquent les catcheuses n'étant pas physiquement attractives. Au cours de Lockdown 2008, elles participent au premier tournoi Queen of the Cage, où Angelina Love se fait éliminer en finale par Roxxi Laveaux. Le 11 mai, durant Sacrifice 2008, Velvet Sky et Angelina Love participent à une bataille royale pour déterminer l'aspirante au championnat des Knockouts de la TNA, où les deux dernières catcheuses sur le ring combattent ensuite dans un match de l'échelle et la perdante se fait tondre les cheveux. Gail Kim, finaliste de cette bataille royale, a remporté une immunité le 8 mai et ne peut donc être rasée. C'est donc la dernière éliminée de la bataille royale - en l'occurrence Angelina Love - qui est concernée par cette stipulation, ainsi que la seconde finaliste Roxxi Laveaux. Les The Beautiful People interviennent à de multiples reprises dans le match de l'échelle entre Gail Kim et Roxxi Laveaux, et font perdre cette dernière, qui se fait finalement raser les cheveux.

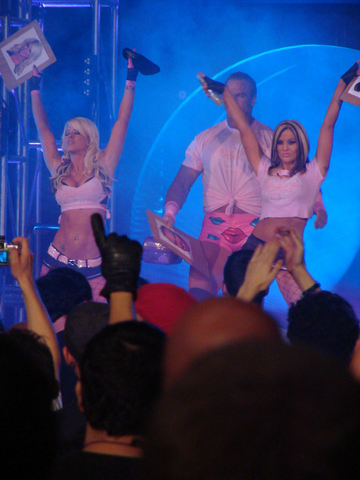
The Beautiful People avec des sacs en papier lors de Bound for Glory IV.

Durant les semaines suivantes, elles continuent à attaquer les autres catcheuses, notamment le 12 mai, où Angelina Love pousse Gail Kim du haut de la troisième corde durant son match contre la championne Awesome Kong, lui coûtant son opportunité pour le titre féminin de la TNA. Plus tard dans la soirée, les The Beautiful People battent Roxxi Laveaux et O.D.B.. Le 5 juin, Velvet Sky remporte un match Street Fight contre O.D.B., à la suite d'une intervention de Moose (en), qui devient une nouvelle alliée au clan. Cela conduit le trio à un match contre Roxxi Laveaux, Gail Kim et O.D.B. le 8 juin à Slammiversary 2008, remporté par ces dernières.
Le 19 juin, Velvet Sky remporte une bataille royale lui permettant d'avoir un match de championnat pour le titre des Knockouts, qui se solde par une défaite contre la championne en titre Taylor Wilde le lendemain. Angelina Love intervient et elle et Velvet Sky enfilent un sac en papier sur le visage de la championne. Le 31 juillet, elles perdent de nouveau contre Taylor Wilde et Gail Kim.
Le 14 août, Cute Kip rejoint le groupe en tant que "fashionist" et manage les deux catcheuses. Angelina Love obtient à son tour un match de championnat pour le titre des Knockouts de la TNA et attaquent en coulisses la championne la semaine suivante. Lors de No Surrender 2008, Angelina Love perd son match contre Taylor Wilde. De son côté, Kip James entame une feud contre Rhino. Cela conduit le clan à un match contre Rhino, O.D.B. et Rhaka Khan le 12 octobre au cours de Bound for Glory IV, remporté par ces derniers. Le 4 décembre, lors d'un épisode de TNA Impact!, Booker T engage les Beautiful People pour protéger sa femme Sharmell des attaques d'O.D.B.. Trois jours plus tard, à Final Resolution, elles et Sharmell perdent contre O.D.B., Roxxi Laveaux et Taylor Wilde.

### Circuit indépendant et Asistencia Asesoría y Administración (2009, 2011-2012)
Velvet Sky et Angelina Love font leurs débuts sur le circuit indépendant le 21 mars 2009 lors d'un show de la Northeast Wrestling (NEW), où elles battent Alexxis Nevaeh (en) et Amber. Trois jours plus tard, lors de Spring Slam, elles battent Roxxi et Daffney.
En juin 2011, elles participent au plus grand show de l'Asistencia Asesoría y Administración TripleManía XIX en faisant équipe avec Sexy Star et Mickie James et battent Cynthia Moreno (en), Lolita, Faby Apache (en) et Mary Apache (en). Le 9 octobre, Velvet Sky retourne au Mexique lors de Heroes Inmortales V, fait équipe avec Sexy Star et Jennifer Blake (en) et bat à nouveau Cynthia Moreno et les sœurs Apache.
Elles se réunissent de nouveau sur le circuit indépendant à la Northeast Wrestling le 22 septembre 2012 et perdent contre Madison Rayne et Rosita. Elles battent ensuite Maria et Katrina Lea le 5 octobre lors de Back 2 Brooklyn, un pay-per-view organisé par la Family Wrestling Entertainment (FWE). Le 27 octobre, elles battent Jessie Kaye et Niya lors d'un show de la Maryland Championship Wrestling (MCW).

## Membres du groupe

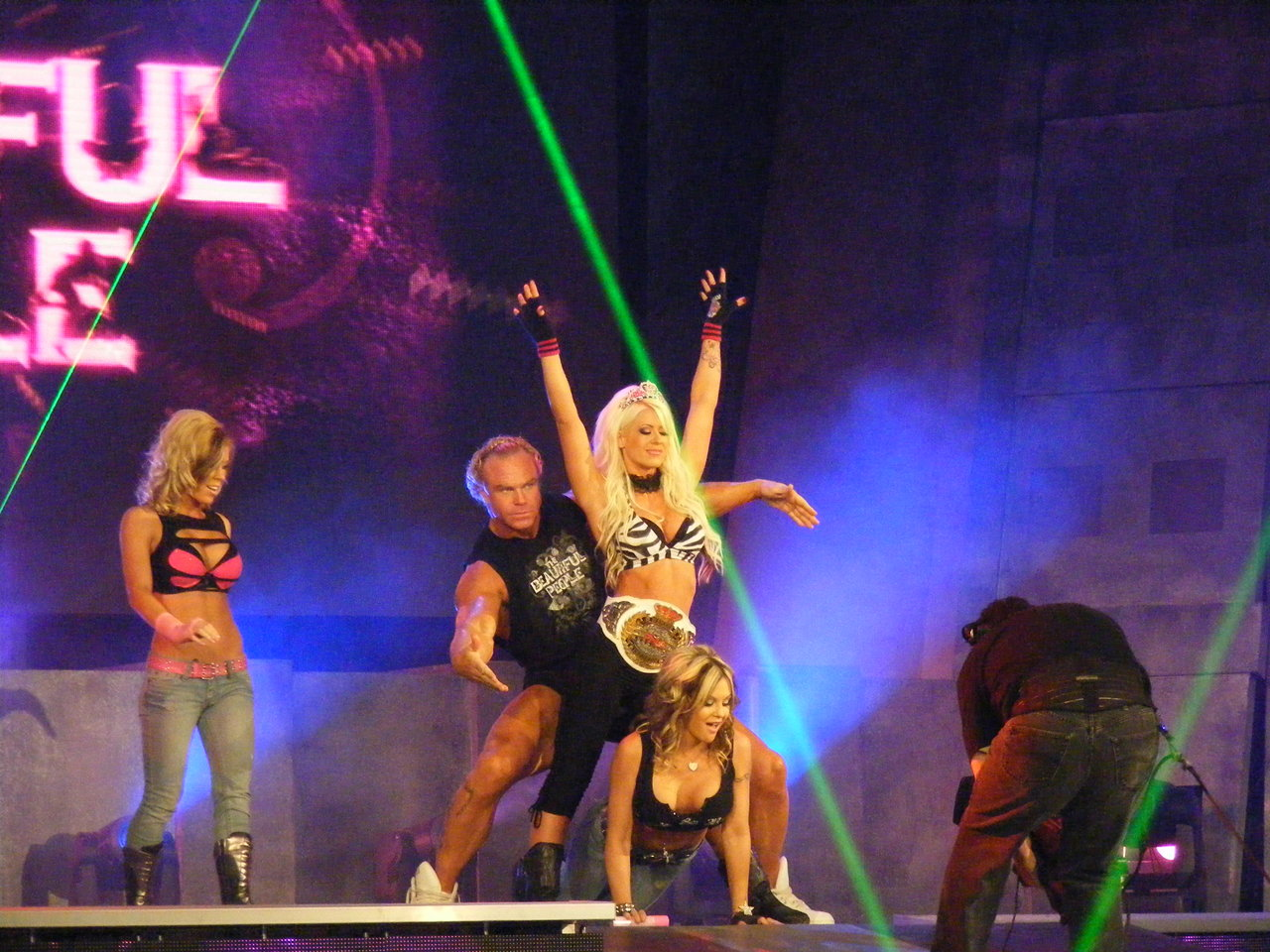
The Beautiful People en mai 2009.
De gauche à droite : Madison Rayne, Cute Kip, Angelina Love et Velvet Sky.

| Identité,                 | Période | Notes                          |
| ------------------------- | --- | ------------------------------ |
| Velvet Sky                | 2 décembre 2007 – 27 octobre 2012 30 janvier 2014 – 23 janvier 2015 28 juillet 2015 – présent                               | Cofondatrice et membre         |
| Angelina Love             | 2 décembre 2007 – 20 septembre 2009 19 août 2010 – 27 octobre 2012 20 mars 2014 – 23 janvier 2015 28 juillet 2015 – présent | Cofondatrice, membre et leader |
| Madison Rayne             | 12 mars 2009 – 16 août 2009 17 septembre 2009 – 25 août 2010 30 janvier 2014 – 20 mars 2015 28 juillet 2015 – présent       | Membre                         |
| Lacey Von Erich ex leader | 1er octobre 2009 – 5 août 2010 16 septembre 2010 – 11 novembre 2010                                                         | Ex membre                      |
| Cute Kip                  | 14 août 2008 – 28 mai 2009                                                                                                  | Ex manager                     |

## Palmarès

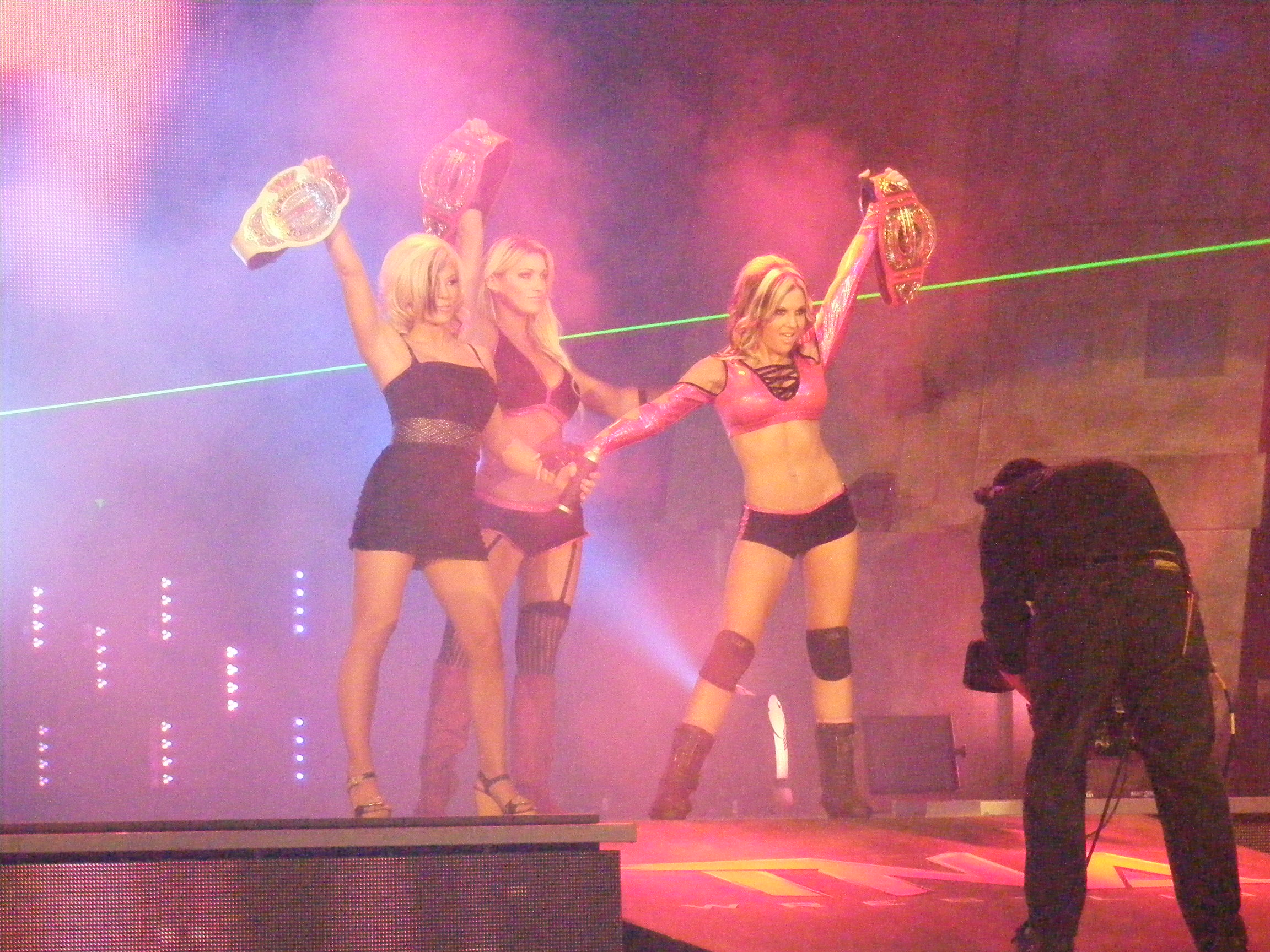
Les Beautiful People en tant que Championnes féminine et par équipe des Knockouts de la TNA en 2010.

- Total Nonstop Action Wrestling
  - 13 fois Championne féminine des Knockouts de la TNA[37] - Love (6), Rayne (5) et Velvet Sky (2)
  - 2 fois Championne par équipe des Knockouts de la TNA[38] - Rayne, Sky et Von Erich[Note 2] (1) et Love (1) (avec Winter)
  - Feast or Fired (2015 - Pink Slip)

### Récompenses de magazines
- Pro Wrestling Illustrated
  - Velvet Sky

| Année | 2008 | 2009 | 2010 | 2011 | 2012 | 2013 | 2014 | 2015 |
| Rang  | 23   | 23   | 21   | 17   | 14   | 11   | 40   | 34   |

- - Angelina Love

| Année | 2008 | 2009 | 2010 | 2011 | 2012 | 2013 | 2014 | 2015 |
| Rang  | 16   | 2    | 2    | 12   | 31   | NC   | 6    | 30   |

- - Madison Rayne

| Année | 2009 | 2010 | 2011 | 2012 | 2013 | 2014 | 2015 |
| Rang  | 19   | 6    | 5    | 15   | NC   | 11   | 27   |